# (57424) Caelumnoctu
(57424) Caelumnoctu ist ein Asteroid des äußeren Hauptgürtels, der am 16. September 2001 an der Lincoln Laboratory Experimental Test Site (ETS) (IAU-Code 704) in Socorro, New Mexico im Rahmen des Projektes Lincoln Near Earth Asteroid Research (LINEAR) entdeckt wurde. Sichtungen des Asteroiden hatte es schon vorher gegeben, zum Beispiel am 26. Januar 1982 unter der vorläufigen Bezeichnung 1982 BV4 am japanischen Kiso-Observatorium.
Der Asteroid gehört zur Eos-Familie, einer Gruppe von Asteroiden, welche typischerweise große Halbachsen von 2,95 bis 3,1 AE aufweisen, nach innen begrenzt von der Kirkwoodlücke der 7:3-Resonanz mit Jupiter, sowie Bahnneigungen zwischen 8° und 12°. Die Gruppe ist nach dem Asteroiden (221) Eos benannt. Es wird vermutet, dass die Familie vor mehr als einer Milliarde Jahren durch eine Kollision entstanden ist. Die zeitlosen (nichtoskulierenden) Bahnelemente von (57424) Caelumnoctu sind fast identisch mit denjenigen von drei kleineren (wenn man von der absoluten Helligkeit von 15,1, 15,5 und 16,2 gegenüber 13,7 ausgeht) Asteroiden: (151103) 2001 VV132, (232652) 2003 WE17 und (349005) 2006 UT270.
(57424) Caelumnoctu wurde am 2. April 2007 auf Vorschlag von David A. Rothery, einem Professor für planetarische Geowissenschaften, zu Ehren der BBC-Fernsehserie „The Sky at Night“ benannt, zum 50-jährigen Jubiläum der Moderation durch Patrick Moore. Die Identifikationsnummer 57424 des Asteroiden beinhaltet das Datum der Erstausstrahlung der Sendung: 24. April 1957. „Caelum noctu“ ist die lateinische Übersetzung von „The Sky at Night“.